# Fergana Challenger 2012
Il Fergana Challenger 2012 è stato un torneo professionistico di tennis giocato sul cemento. È stata la 13ª edizione del torneo che fa parte dell'ATP Challenger Tour nell'ambito dell'ATP Challenger Tour 2012. Si è giocato a Fergana in Uzbekistan dal 14 al 20 maggio 2012.

## Partecipanti

### Teste di serie
| Nazionalità   | Giocatore          | Ranking* | Testa di serie |
| ------------- | ------------------ | -------- | -------------- |
| Slovacchia    | Karol Beck         | 112      | 1              |
| Svizzera      | Marco Chiudinelli  | 136      | 2              |
| Sudafrica     | Izak van der Merwe | 162      | 3              |
| Israele       | Amir Weintraub     | 185      | 4              |
| Russia        | Konstantin Kravčuk | 188      | 5              |
| Taipei cinese | Wang Yeu-tzuoo     | 192      | 6              |
| Regno Unito   | Jamie Baker        | 215      | 7              |
| Ucraina       | Denys Molčanov     | 251      | 8              |
| Uzbekistan    | Farruch Dustov     | 267      | 9              |

- Ranking al 7 maggio 2012.

### Altri partecipanti
Giocatori che hanno ricevuto una wild card
- Sarvar Ikramov
- Murad Inoyatov
- Sergej Šipilov
- Nigmat Shofayziev

Giocatori passati dalle qualificazioni:
- Daniiar Duldaev
- Mikhail Ledovskikh
- Batyr Sapaev
- Vaja Uzakov
- Nikoloz Basilašvili (lucky loser)

## Campioni

### Singolare
Yuki Bhambri ha battuto in finale  Amir Weintraub con il punteggio di 6–3, 6–3

### Doppio
Raven Klaasen /  Izak van der Merwe hanno battuto in finale  Sanchai Ratiwatana /  Sonchat Ratiwatana con il punteggio di 6–3, 6–4